# Андріївка (Бучанський район)
Андрі́ївка — село в Україні, у Макарівській селищній громаді Бучанського району Київської області. 

## Географія
Село розташовано на річці Здвиж. На півдні межує з селом Липівка, на сході з селом Червона Гірка, на півночі з селом Вабля Бучанського району та на заході з селом Королівка.

## Історія

### Княжий період
Поселення на території Андріївки існували ще в дохристиянські часи, поблизу села, твердить Лаврентій Похилевич, були знайдені залишки давньоруського городища ІХ -ХІІ століть.
Дослідник XIX століття припускав, що на місці Андріївки існувало місто, що згадується в літопису, а саме, місто Вздвиженск.
На території сільської ради в ХХ столітті знайдені шість древніх могил серед полів і оборонні вали. Проте, існування давньоруського міста, від якого, як вважали, походить сучасна Андріївка, не підтверджене археологічними розкопками. Макар Івашенцевич мав єдиного сина Андрія, який перший від імені батька свого почав писатися Макаревичем. Схоже, що саме його двір, заснований близько 1590 року назвали згодом Андріївкою.

### Польсько-литовський період
Неподалік Андріївки ще в XVI сторіччі існував монастир, що залежав від Київського Кирилівського, який за прийняття унії був розорений під час народного повстання, а згодом для більшої безпеки перенесений на правий лісистий берег Здвижа, в урочище Красногірку. Цьому монастиреві належало спочатку і село.
На початку XVI століття коли польським урядом було наведено лад в цьому краї, Андріївку було додано до Макарівского маєтку, і по смерті кафедрального декана київського Каетана Росцишевського, відійшла до родича його Соколовському, що продав в 1830 році це село Йосипові Сорочинському. За смерті його та вдови його Юзефи Сорочинської, з 1858 року Андріївка належить, за заповітом останньої, її родичці Олені Миколаївні Пашківській. В 1876 році вона продала маєток з частиною землі барону Максу Івановичу Еренбургу.
У селищі знаходився чудовий будинок власників села з великим фруктовим садом. З урочищ примітні Маковичи, де за переказом був чернечий майдан або залізна рудня і Низове, де залишилися ознаки давнього мосту, також руїни давніх монастирських льохів біля парафіяльної церкви.
У липні 1768 року в селі побували козаки Івана Бондаренка.

### Російський період
В селі у 1801 році колишнім посесором Олександром Пясєцким була збудована церква Вознесіння, дерев'яна, 6-го класу, землі мала 40 десятин. Попередня церква була побудована ще греко-католиками. У 1762 році колишній поміщик Антоній Любомирський, обираючи до цієї церкви у священники Михайла Самборського, наділив її земельними угіддями. При церкві знаходиться древній кам'яний хрест, ймовірно надгробний, з древнім слов'янським надписом, під титлами якого за давниною літ не можна прочитати текст. Інший подібний хрест, але без усякого надпису знаходиться в саду священника, у метрах 70 від церкви, на замковищі, де за переказом стояв монастир.
Станом на 1887 рік в селі Андріївка проживало православних 892, греко-католиків 20, євреїв 22. Дворічна церковнопарафіяльна школа в селі і школа грамоти в Красногірці охоплювали тільки частину дітей шкільного віку — менше 40 учнів. Закону Божому їх вчив андріївський священник, дочка священника — псалтирю, а зять — арифметиці.
Клірові відомості, метричні книги, сповідні розписи церкви Вознесіння Господного с. Андріївка (приписні сс.*Нова Гребля, Красногірка, Плахтянка) Макарівської волості Київського пов. Київської губ. зберігаються в ЦДІАК України.
У 1912 році в селі налічувалося 240 селянських господарств, яким належало 860 десятин землі, 7 господарств її не мали зовсім. У селі діяли 4 бакалійні та одна винна лавки. Із дрібних власників відомий Ковтун Дорофій, який викупив у держави 60 десятин землі за часів реформи Петра Столипіна. Володів шинком, що був розташований у центрі села, а також паровою молотаркою (на той час це була новітня технологія).
З початком російсько-японської війни (1904—1905) 18 селян було мобілізовано на фронт, серед них: Степан Сімороз, Назар Олексієнко, Григорій Черковський, Никифор Степанюк, Іван Кузьменко. Багато із мобілізованих повернулося особами з інвалідністю.

### Період визвольних змагань
Після революції 1917 року через село пройшли загони армій УНР і Гетьманату, Білої гвардії, бригади Котовського, отамана Зеленого, німецьких і польських військ тощо. Було закатовано юнака Саву Зарецького.
Незабаром в Андріївці встановлено радянську владу й утворено комнезам, головою якого обрано Леонтія Юркевича. 30 листопада 1920 року комнезам очолив О. Ф. Горобей (Воробей).
У 1919 році в Красногірці, а у 1920 році в Андріївці були відкриті початкові школи, якими охоплено 150 дітей. Крім того, відкрито вечірні класи для молоді, дорослих навчали в десятихатках. До ліквідації неписьменності були залучені всі, хто був хоч трохи грамотний. Ентузіастами цієї справи стали вчителі Іоїль Маркіянович Гребенчук, Марія Карлівна Мудрицька, Гнат Павлович Богачук, Василь Андрійович Цимбалюк. З листопада 1926 року в селі працювала хата-читальня.
У 1921—1922 роках у місцевій церкві служив молодий священник Анатолій (Жураковський).

### Міжвоєнний період
У червні 1921 року в Андріївці утворено сільську раду. Її першим головою був Л. К. Іщенко. У 1924 році головою сільради обрано Йосипа Сімороза.
У 1928 році організовано ТСОЗ, головою його був Семен Гнатович Клименко. У 1929 році ТСОЗ перетворився в комуну, яку назвали «В єднанні сила».
З 1933 року початкову школу в Андріївці перетворено на семирічну, у красногірській школі було 5 класів. В обох школах навчалося понад 200 дітей.
У 1935 році в Андріївці була закрита церква Вознесіння, а в її приміщенні зробили клуб. Більше 100 колгоспників і сільської інтелігенції співали в хорі-капелі — одному з найкращих в області. Не раз в обласних олімпіадах брав участь ансамбль красногірської початкової школи, де 65 учнів зі 100 брали участь у художній самодіяльності. Керував ансамблем завідувач початкової школи Гнат Павлович Богачук.
У період репресій було заарештовано 5 осіб, які отримали різні строки покарання.

### Голодомор

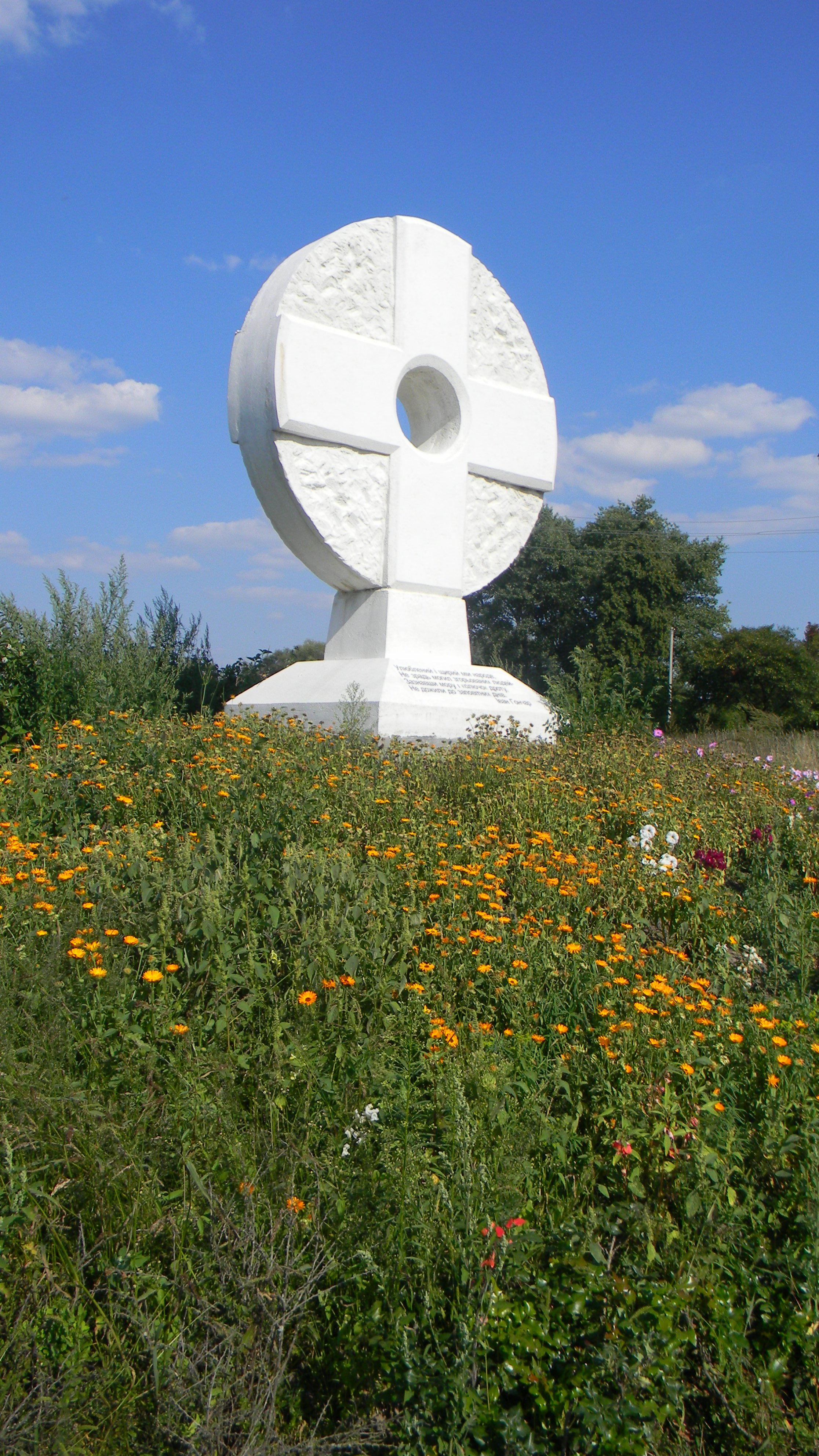
Пам'ятний знак жертвам Голодомору в Андріївці

У 1932—1933 роках село, як і більша частина України сильно постраждало від Голодомору.
Наприкінці 1929 року в Андріївці почалася колективізація. Було створено артілі «Червоний серп» (голова М. С. Гордон), «Червоний плугатар» (голова С. П. Олексієнко), ім. Шевченка (голова Ф. М. Цимбалюк); комуну «В єднанні сила» було перетворено в артіль, яку очолив Д. О. Мазепа; 8 Березня (голова М. Д. Гордон).
У 1931 році Андріївка була повністю колективізована. У 1932 році андріївські колгоспи об'єдні в один: «10-річчя пролетарської правди».
Згідно з мартирологом жителів с. Андріївка — жертв Голодомору 1932—1933 років, укладеним за свідченнями очевидців Петрушенко М. А., 1919 р.н.; Самусенко М. Т.,1915 р.н.; Олексієнко Н. І., 1927 р.н.; Воробей О. М., 1911 р.н.; Коронік О. М., 1927 р.н., записаними у 1992 р. Гордон О. В., вчителем молодших класів, Гордон Л. М., а також вчителем історії Андріївської середньої школи, встановлено 158 жертв.
Дві братські могили жертв голодомору, які розміщені на початку «нового» кладовища, досі стоять без будь-якого хреста або пам'ятного знака. 2007 року в селі встановлено пам'ятник Жертвам Голодомору.

### Друга світова війна
Багато жителів села загинуло у Другій світовій війні. Кровопролитні бої проходили, як в самому селі, так і на його околицях. Прізвища тих хто загинув на фронтах війни зазначені на двох гранітних плитах біля пам'ятника невідомому солдату.
У братській могилі поховано 77 воїнів Червоної армії, які загинули в боях при обороні села у червні 1941 року та при визволенні села у листопаді 1943 року та встановлено пам'ятник на честь 170 воїнів-односельчан, що не повернулися з фронтів війни. На території селища є також значні захоронення німецьких солдат 6 армії Вермахту.

### Повоєнний період
У 1950 році колгоспи «Пролетарська правда» і «Молодий більшовик» об'єдналися в один — ім. Леніна. Цього ж року до колгоспу приєднано й економічно відсталу артіль ім. Котовського із с. Красногірка.
З 1950 року в Андріївці діяла середня школа, директором якої був Чертков Микола Семенович. 24 вчителі навчали 270 дітей. При школі працював консультпункт Макарівської заочної середньої школи, де без відриву від виробництва в 6-10 класах навчалися 78 колгоспників.
У 1960—1963 роках з матеріалів розібраної церкви селяни спорудили ще одне шкільне приміщення. Згодом було закінчено будівництво нової школи, зведено Будинок культури на 400 місць, майстерню для ремонту тракторів, пожежне депо, нову контору.
Андріївський народний хор із 70 осіб не раз здобував перші місця на районних, обласних, республіканських оглядах, удостоєний звання лауреата республіканського огляду. На честь дня народження Т. Г. Шевченка керівник хору Гнат Павлович Богачук нагороджений Шевченківською медаллю.
Молодь села обладнала стадіон: футбольне поле, майданчик для волейболу, баскетболу, гандболу. Футбольна команда села вважалася однією з найсильніших у районі.
До 40-річчя Перемоги у німецько-радянській війні мешканці села відкрили у приміщенні школи музей. Всю організаційну роботу взяв на себе тодішній завуч школи, а нині пенсіонер Андрій Мілентійович Ващенко. Пошуківці під керівництвом Олександри Левківни Іщенко надали велику допомогу у збиранні листів фронтовиків, їх фотографій, інших воєнних реліквій. Допомогу з виготовлення планшетів і деталей, оформлення експозицій надав колишній учень школи, на той час генеральний директор Київського об'єднання заводів «Комунмаш», Василь Григорович Іщенко.
В «Історії міст і сіл Української РСР» про Андріївку початку 1970-х роках було подано таку інформацію:

| Андріївка — село, центр сільської Ради, розташоване на березі річки 3движу, за 12 км від районного центру та найближчої залізничної станції Бородянка. Населення — 1640 осіб. Сільській раді підпорядковане село Червоногірка. В Андріївці — центральна садиба колгоспу ім. Леніна, який має 3900 га землі, у т. ч. 2200 га орної. Основний напрям господарства — вирощування зернових культур. Розвинуте тваринництво. За сумлінну працю ланкову Г. І. Самусенко та бригадира механізаторів С. І. Шума нагороджено орденом Леніна, комбайнера П. П. Кононенка — орденом Жовтневої Революції. В селі — середня школа, консультаційний пункт Макарівської заочної середньої школи, 2 клуби, будинок культури, бібліотека. При будинку культури є народний хор - лауреат кількох республіканських конкурсів і фестивалів[10]. |

### У Незалежній Україні
З 1994 року колектив школи очолив випускник 1975 року Леонід Якович Хоменко. Сьогодні у школі значно покращилася її матеріальна база: для навчання учнів використовуються комп'ютери. Одну зі старих будівель у 1997 р. школа передала для перебудови на церкву.
Впродовж 1994—2003 років село газифіковано, заасфальтовано дороги, проведено водогін.
У 1994 році заселено нові вулиці — Нову і Молодіжну. Розпочалося будівництво й по вулицях Петриченка і Незалежності.
На Полі пам'яті встановлено бюст А. А. Петриченка.
У селі діють ФАП, Андріївське НВО «ЗОШ І—ІІІ ступенів — дитячий садок», Будинок культури.

### Російське вторгнення в Україну (2022)
27 лютого 2022 року село було тимчасово окуповано російськими загарбниками. Під час окупації Андріївка зазнала значних руйнувань. Російські солдати займалися мародерством і знищенням людського майна, викрадали місцевих мешканців, людей виганяли з власних будинків, катували та знущалися з цивільних. Російські військовослужбовці стратили 14 місцевих мешканців, ще 3 загинуло вналідок обстрілів. 30 березня 2022 року село визволене від російських окупантів. Станом на 9 квітня 2022 року 47 жителів села вважалися зниклими безвісти.

## Населення
Згідно з переписом УРСР 1989 року чисельність наявного населення села становила 1252 особи, з яких 539 чоловіків та 713 жінок.
За переписом населення України 2001 року в селі мешкало 1080 осіб.

## Мова
Розподіл населення за рідною мовою за даними перепису 2001 року:
| Мова       | Відсоток |
| ---------- | -------- |
| українська | 96,49 %  |
| російська  | 3,05 %   |
| вірменська | 0,28 %   |
| білоруська | 0,09 %   |
| гагаузька  | 0,09 %   |

## Економіка
В селі працює підприємство «Еталон-Флора».

## Побут
Історія школи
У XIX — на початку XX століть єдиною школою с. Андріївки була церковнопарафіяльна школа, що постала в селі у 1860 р. Її засновником та першим завідувачем був настоятель місцевої Свято-Вознесенської парафії священник Петро Іоаннович Добротворський, який служив тут з 1856 по 1886 роки. Засновнику школи, котрий був ще порівняно молодим священником, допомагав досвідчений батюшка Костянтин Прокопович Величковський. Останній священник вже перебував на заслуженому відпочинку, прослуживши в Андріївці понад третину століття. Він мав більше часу для занять з дітьми, ніж діючий настоятель Вознесенської церкви.
Школу с. Андріївка було відкрито у власній хаті місцевого дяка Чекавського Луки Яковича, у перші роки на навчання сходилося понад два десятки учнів. Дяк не лише був одним з учителів, а організував з учнів церковний хор, котрий співав під час богослужінь.
Засновник школи — священник отець Петро Добротворський — досить вдало організував навчально-виховний процес і сільська школа вже в перші роки свого існування звертала на себе увагу київського церковного начальства. У 1862 році отець Петро отримав нагороду «за старанність в освіті народу», а коли батюшка вмовив мирян спорудити для навчання дітей окреме приміщення і керував будівельними роботами, то йому було у 1864 році оголошено ще й подяку «за старанність в розбудові церковноприходської школи». А коли митрополичі відзнаки вичерпалися, то про старанного священника с. Андріївки було повідомлено до Санкт-Петербурга і священник був нагороджений письмовим благословенням та золотим нагрудним хрестом від імені Священного Синоду Російської Православної Церкви. У 1886 школою став завідувати інший наставник — отець Порфирій Федорович Левитський. священник мав досвід педагогічної роботи, оскільки до прийняття сану певний час працював шкільним вчителем на Сквирщині. Чималим був і його родинний досвід у вихованні підростаючого покоління — він виховав чотирьох дітей. Його син Борис Левитський став відомим хоровим диригентом і композитором.
В андріївській школі з'явився наступний наставник — священник отець Михайло Володимирович Акимович також до прийняття сану три роки працював шкільним вчителем. За його наставництва в парафіяльній школі став вчителювати і світський педагог Василь Чабан.
З 1904 року місцевою школою став завідувати один із заслужених священників Київщини — кавалер ордену Святого Анни ІІІ ступеня священник Федір Федорович Іващенко. До цього він служив священником вже 50 років і мав великий досвід.
Великий досвід педагогічної діяльності мав і останній дореволюційний наставник школи отець Іоанн Левович Вітвицький. Завідуючи андріївською школою, він удосконалював свою майстерність — документи свідчать, що він відвідував різноманітні літні курси для підвищення кваліфікації педагогів. Крім того, шкільний наставник був творчою особистістю і ефективно викладав у школі церковний спів. В 1915 року за старанне виконання своїх обов'язків отець Іоанн Левович Вітвицький був нагороджений відзнакою
Парафіяльна школа перебувала в оселі місцевого дяка, проте вже в середині 1860-х років було капітально відремонтовано один з будинків, що належав церкві де і розмістилась нова школа. Проте, з часом він став тісним для все зростаючого числа бажаючих і школу було переміщено в одну з громадський будівель, де вона перебувала до 1917 року.
1875 року у школі навчалося 12 хлопчиків та 10 дівчаток. У 1900 році їх було вже відповідно 30 та 6, а у 1917 року — 97 та 57. Школу утримувала переважно сільська громада, проте, напередодні І Світової війни виділялись кошти також з державного бюджету.

## Гімн
Автор О. М. Атаманчук
Зустрічає нас рідна світлиця,
Пишноквіття в дворах розцвіло,
Синій льон, золотава пшениця
Звідусіль обступили село.

Ой, Андріївко, серцю мила,
Ти красою мене полонила:
Зелень нив і садів розмай —
Мій чудовий поліський край.

Поле пам'яті — туга велична —
Біля школи на пагорб зійшло.
Я крокую по вулицях звично,
Оглядаю привітне село.

Тихо Здвиж котить води спокійно,
Над ставком гілля вербне сплелось.
Трударі творять щастя надійно,
Прославляючи рідне село.

В мирній поступі колос квітує,
Щоб життя наше кращим було.
Хай нам світле майбутнє дарує
Моє славне прекрасне село.

## Видатні особи
- Петриченко Андрій Архипович (27 лютого 1922 — 30 березня 1945) — Герой Радянського Союзу, народився в Андріївці.
- Петро Кузьмович Германчук (14 березня 1952) який з 1994 по 1996 рік працював в уряді на посаді міністра фінансів.
- Левитський Борис Порфирович (1887—1937) — хоровий диригент, композитор, педагог.